# أوثق عرى الإيمان
أوثق عرى الإيمان هو كتاب في الولاء والبراء بالعقيدة الإسلامية من تأليف الشيخ سليمان بن عبد الله بن محمد بن عبد الوهاب (المتوفى: 1233 هـ).